# Los Mochis
Los Mochis är en stad i västra Mexiko, och är belägen i delstaten Sinaloa. Staden har 238 799 invånare (2007), med totalt 400 121 invånare (2007) i hela kommunen. Namnet kommer från cahitans "Mochim", pl. "Mochic" med betylse landköldpadda. Kommunens officiella namn är Ahome. Området runt Los Mochis präglas i huvudsak av jordbruk. 
Tåglinjen "Chihuahua al Pacífico" (oftast kallad El Chepe) som passerar genom ravinområdet Barranca del Cobre löper från Los Mochis till Chihuahua.

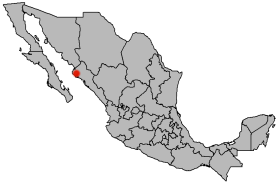
Stadens läge i Mexiko